# Dicranodromia simplicia
Dicranodromia simplicia is een krabbensoort uit de familie van de Homolodromiidae. De wetenschappelijke naam van de soort is voor het eerst geldig gepubliceerd in 1995 door Guinot & Martin, in Guinot.